# Drogowskaz
Il Drogowskaz è un carattere tipografico senza grazie utilizzato nei segnali stradali polacchi.